# Ludvig Kristensen Daa
 Der er flere personer med dette navn, se Ludvig Daae.
Ludvig Kristensen Daa (19. august 1809, Saltdalen (Nordland) – 12. juni 1877 i Kristiania) var en norsk politiker, publicist og historiker.
Daae blev student 1826, underkastede sig 1834 filologisk embedseksamen og konstitueredes næste år som docent i historie ved Kristiania Universitet; men da embedet sommeren 1837 skulde besættes, blev P.A. Munch foretrukket for ham ved regeringens besættelse af embedet. I 1838 foretog han en rejse til England og Frankrig for at studere statsøkonomi, i hvilket fag der var blevet en universitetspost ledig 1836; dette fag og statistik blev dog henlagt til det juridiske fakultet og overdraget til A.M. Schweigaard.
Allerede tidlig havde Daa, der i studenternes lejr gik under navnet "Konstitutions-Daa", tildraget sig opmærksomhed som en af lederne for det nationale parti blandt studenterne og som forfatter af den anonyme brochure "Syttende Maj og Politiet" (1830), en politisk betragtning i anledning af politiretsdommen over deltagerne i "Torvslaget" 17. maj 1829.
Når han nu måtte stå tilbage for konkurrenter af den modsatte fraktion, anså han det for givet, at det var politiske hensyn, som her havde gjort sig gældende, og endnu i hans sidste leveår fyldte mindet ham herom med bitterhed. Sikkert er det, at den virkelige eller formentlige tilsidesættelse blev af indgribende indflydelse på hans senere optræden, og det var nærmest også denne, der bevirkede, at han 1839 af Stortinget blev valgt til statsrevisor (indtil 1851).
Efter at han 1840 var blevet forbigået ved besættelsen af bestyrerposten ved Kristiania Borgerskole, påbegyndte han udgivelsen af bladet "Granskeren", i hvilket han med lige så stor frimodighed som hensynsløshed og bitterhed udtalte sig om personer og forhold. Sagsanlæg og processer affødte da denne hans publicistiske virksomhed; mest bekendt er den af det brud med hans ven, Henrik Wergeland, som tidligere vel var fremkaldt, men herigennem blev ulægeligt.
I 1842 og 1845 repræsenterede han Akershus Amt på Stortinget, hvor han i det sidste år valgtes til Odelstingets præsident og derhos til den lønnede stilling som arkivar (1845-71). Nogen virkelig ledende rolle skulde han dog aldrig opnå, da han var for selvstændig til at ville indordne sig under noget parti; han karakteriserede oftere sig selv som Whig og havde utvivlsomt modtaget den stærkeste politiske og sociale påvirkning fra England.
Han indtrådte 1848 i dagbladet Christianiapostens redaktion, udgav ved siden heraf ugebladet Den norske Tilskuer (1851-53) og redigerede det førstnævnte blad 1853-56. I 1854 mødte han igen på Stortinget, som 4. repræsentant for Kristiania, denne gang for sidste gang.
Efter i lang tid at have levet udelukkende som publicist blev Daa 1850 ansat som adjunkt, senere overlærer, ved Kristiania Katedralskole og blev stående som sådan til 1862, dog stadig afbrudt af fravær i videnskabelige øjemed. Til fuldendelsen af et etnografisk værk fik han således juni 1855 1 1/2 års tjenestefrihed og foretog i denne anledning også en kortere rejse til England og Frankrig.
Frugter af dette hans otium var "Udsigt over Etnologien" (1855) og "Om Nationaliteternes Udvikling" (1869), af hvilken dog kun første del udkom, oprindelig holdt som forelæsninger i København i efteråret 1868. Også hans kritik af den Keyser-Munchske indvandringshypotese ("Have Germanerne indvandret til Skandinavien fra Nord eller Syd?" (1869) skyldes særlig hans etnografiske studier.
Tyngdepunktet i Daas lærervirksomhed ligger i hans forfatterskab af historiske og geografiske lærebøger, af hvilke navnlig hans Jordbeskrivelse for den norske Almue (1-3, 1857-59) og hans for skolerne bestemte lærebøger i historie (1864-66) er interessante, både i opfattelse og fremstilling originale og instruktive skrifter.
Efter at Daa 1862 var blevet universitetslærer i historie, var det fornemmelig etnologien, som blev genstand for hans selvstændige forskninger. Som bestyrer eller rettere grundlægger af det Etnologiske Museum indlagde han sig betydelige fortjenester; i etnologisk øjemed foretog han også 1867 sammen med sin kollega, J.A. Friis, en rejse til Finnmarken, russiske Karelen og Finland. En værdifuld skildring fra denne rejse blev 1870 udgivet af Selskabet til Folkeoplysningens Fremme.
Den vigtigste af hans rent historiske afhandlinger er den om Christian Magnus Falsen (1860), en med ham beslægtet ånd, og også denne har snarere psykologisk og polemisk end rent faglig værdi. Under den skandinaviske bevægelse i 1840'erne og 1860'erne indtog Daa en fremskudt stilling, og flere af hans indlæg heri hører til de bedste, den fremkaldte.
I sine sidste leveår genoptog Daa sin publicistiske virksomhed ved udgivelsen af "Tidstavler", hvoraf 4 bind udkom 1872-76. Daas personlighed kan ikke udelukkende bedømmes af hans færd som offentlig mand. Den bidske publicist, som frygtedes af alle, var en varmhjertet, i virkeligheden nobel personlighed, en af de mest originale og bedste skikkelser i det nye Norges historie. Under større forhold end i datidens Norge vilde hans betydelige begavelse sikkert være kommet mere til sin ret.